# Milledgeville (Tennessee)
Milledgeville – miasto w Stanach Zjednoczonych, w stanie Tennessee, w hrabstwie Chester.